# Geldersatzmittel

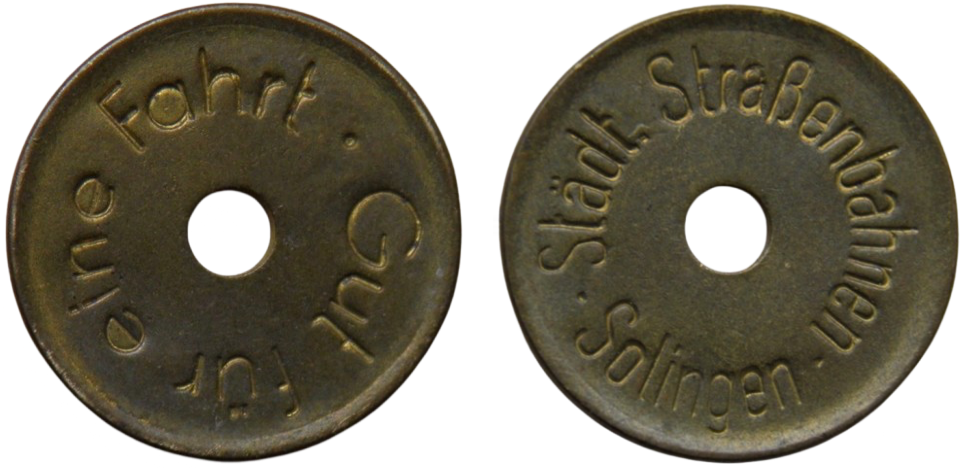
Solinger Straßenbahnmünze als Beispiel für ein Geldersatzmittel

Geldersatzmittel (oder Geldsurrogate) sind im Zahlungsverkehr alle Zahlungsmittel, die nicht zu den gesetzlichen Zahlungsmitteln gehören.

## Allgemeines
Nur gesetzliche Zahlungsmittel unterliegen im Falle von Geldschulden einem Annahmezwang durch den Gläubiger. Will ein Schuldner seine Geldschulden mit gesetzlichen Zahlungsmitteln begleichen, so ist sein Gläubiger zur Annahme verpflichtet, was zur Erfüllung der Schuld führt. Bei Geldsurrogaten gibt es weder einen Annahmezwang durch den Gläubiger noch tritt im Falle der Annahme durch den Gläubiger sofortige Erfüllung ein. Verweigert der Gläubiger die Annahme eines Geldersatzmittels, ist die Geldschuld des Schuldners nicht erloschen, und er muss sie mit gesetzlichen Zahlungsmitteln begleichen. Die wertpapierrechtlichen Geldsurrogate – Kreditkarte, Scheck, Reisescheck oder Wechsel – sind also kein Geld.
Um als Geldersatzmittel dienen zu können, müssen Geldsurrogate folgende Voraussetzungen erfüllen:
- Allgemeine Akzeptanz als Zahlungsmittel,
- angemessener Monetarisierungsgrad bei der Umwandlung in Bar- oder Buchgeld,
- geringes Finanzrisiko einer Wertminderung durch Disagio bei der Monetarisierung und
- Verzinslichkeit des Geldsurrogates.

Unter Berücksichtigung dieser drei Kriterien ist im Zahlungsverkehr zu beobachten, dass sich die Geldnähe der Geldsurrogate insbesondere bei sinkendem  Monetarisierungsgrad verringert.

## Geschichte
Geldsurrogate waren für Jacques Necker im Jahre 1790 Zeichen des Wertes, „die man dem Geld an die Seite setzt, in welches sie mit leichter Mühe verwandelt werden können“. Geldsurrogate sind insbesondere in der Volkswirtschaftslehre untersucht worden. Die Banking-Theorie (John Stuart Mill, John Fullarton, Thomas Tooke) bezog auch Geldsurrogate wie Handelswechsel und Kredite in die für das Preisniveau maßgeblichen monetären Größen ein. Im Gegensatz dazu hatten die Geldsurrogate als streng proportionale Größe zur Geldmenge in der Currency-Theorie (David Ricardo) keine eigenständige Bedeutung für das Preisniveau.
Für Adolph Wagner hatten 1867 Geldsurrogate „nur die Tendenz, das Geld aus der Funktion als Umlaufmittel zu verdrängen, aber sie wollen es samt und sonders ausdrücklich als Preismaß bestehen lassen.“ Georg Simmel erkannte schon im Jahre 1900 den Vorteil des bargeldlosen Zahlungsverkehrs: „Indem jene Geldsurrogate (Checks, Wechsel, Giro) an die Stelle der Barzahlung treten, ersparen sie es dem Einzelnen zwar, einen größeren Geldbestand in seiner Kasse zu halten…“ Für Ludwig von Mises waren 1912 die Geldsurrogate „sofort fällige, sichere Forderungen“. Dazu gehörten die von einer Bank emittierten Noten, Scheidemünzen und Sichteinlagen bei einer Bank, die durch den Emittenten auf Verlangen gegen Bargeld umzutauschen waren. In der modernen Volkswirtschaftslehre ist nicht nur die Geldmenge entscheidend für die Umsatzmöglichkeiten in einer Volkswirtschaft, sondern auch die Geldsurrogate, die ebenso wie Geld als Zahlungsmittel dienen.

## Arten
Geldsurrogate sind so genannte Hilfszahlungsmittel, die anstelle von Bargeld als Zahlungsmittel vom Schuldner verwendet werden können. Hierzu gehörten früher Reisescheck, Scheck und Wechsel, heute Kreditkarte, Guthabenkarte oder sonstige Zahlungskarten, im weiteren Sinne auch Wertmarken, Briefmarken, Gutscheine, Schuldscheine oder Kreditbriefe, sofern sie sich als selbständiges Zahlungsmittel in Umlauf befinden. Vorausgesetzt wird also, dass diese einen Anspruch auf Geld verbriefenden Papiere sich als Zahlungsmittel in Umlauf befinden. Der Umlauf beginnt mit dem Begebungsvertrag und der damit verbundenen Übergabe der Urkunde vom Aussteller an den nächsten Inhaber.

## Wirkungsweise
Nimmt der Gläubiger von seinem Schuldner beispielsweise einen von diesem ausgestellten Scheck zahlungshalber an, so muss der Gläubiger diesen Scheck zunächst seinem Kreditinstitut zur Kontogutschrift einreichen. Die Bank schreibt dem Gläubiger den Scheck jedoch nur „Eingang vorbehalten“ gut. Diese vorläufige Gutschrift wird erst dann endgültig (und für den Gläubiger verfügbar), wenn die gutschreibende Bank von der Bank des Schuldners eine Einlösungsnachricht wegen des Schecks erhalten hat. Erst mit der endgültigen Kontogutschrift tritt Erfüllung des Schuldverhältnisses ein. Im Gegensatz zum gesetzlichen Zahlungsmittel sind also beim Geldsurrogat mehrere Schritte erforderlich, bis Erfüllung eintritt; wird der Scheck nicht eingelöst, ist seine Funktion als Geldsurrogat sogar gescheitert.